# رالف أوسكار يياغر
رالف أوسكار يياغر (بالإنجليزية: Ralph Oscar Yeager)‏ هو مهندس معماري أمريكي، ولد في 16 أغسطس 1892 في دانفيل في الولايات المتحدة، وتوفي في 6 مايو 1960.